# Чернега, Николай Евдокимович
Николай Евдокимович Чернега — советский хозяйственный, государственный и политический деятель, Герой Социалистического Труда.

## Биография
Родился в 1938 году в селе Устье. Член КПСС с 1970 года.
С 1957 года — на хозяйственной, общественной и политической работе. В 1957—2005 гг. — тракторист-машинист широкого профиля, военнослужащий Вооруженных Сил СССР, тракторист, бригадир тракторной бригады, начальник механизированного отряда № 2 колхоза «Шлях Иллича» Бершадского района Винницкой области Украинской ССР, глава профсоюзного комитета сельскохозяйственного предприятия в селе Устье.
Указом Президиума Верховного Совета СССР от 22 декабря 1977 года за выдающиеся успехи, достигнутые во Всесоюзном социалистическом соревновании, проявленную трудовую доблесть в выполнении планов и социалистических обязательств по увеличению производства и продажи государству зерна и других продуктов земледелия в 1977 году, присвоено звание Героя Социалистического Труда с вручением ордена Ленина и золотой медали «Серп и Молот».
Делегат XXVI съезда КПСС.
Живёт в селе Устье.